# Liste der Stolpersteine in Hattem

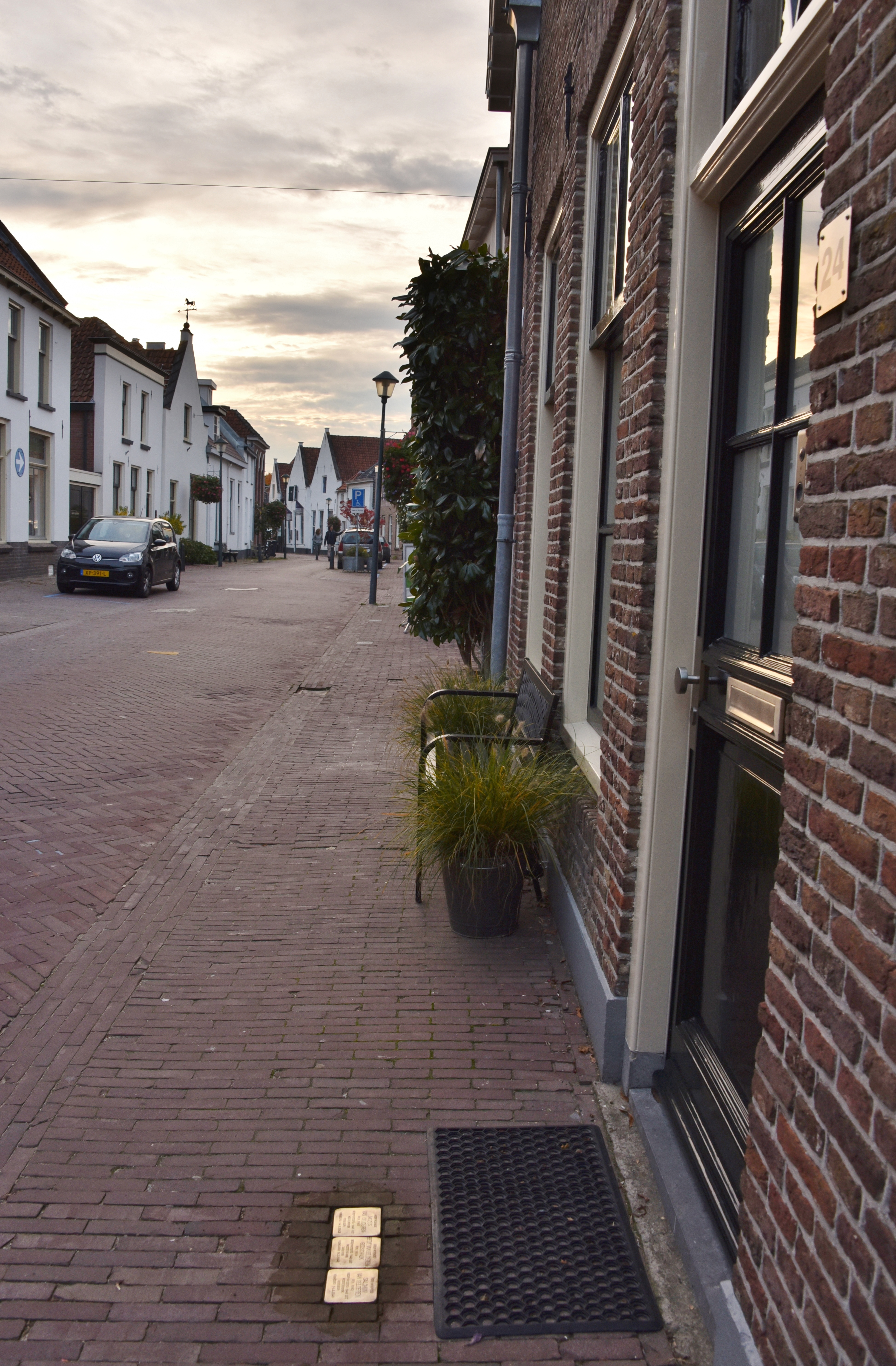
Stolpersteine in Hattem

Die Liste der Stolpersteine in Hattem umfasst die Stolpersteine, die vom deutschen Künstler Gunter Demnig in Hattem verlegt wurden, einer Gemeinde im Nordwesten der niederländischen Provinz Gelderland. Stolpersteine sind Opfern des Nationalsozialismus gewidmet, all jenen, die vom NS-Regime drangsaliert, deportiert, ermordet, in die Emigration oder in den Suizid getrieben wurden. Demnig verlegt für jedes Opfer einen eigenen Stein, im Regelfall vor dem letzten selbst gewählten Wohnsitz.
Die ersten, bislang einzigen Verlegungen in der Gemeinde Hattem fanden am 22. April 2011 statt.

## Verlegte Stolpersteine
In Hattem wurden bislang 18 Stolpersteine an acht Adressen verlegt.
| Stolperstein | Übersetzung | Verlegort                       | Name, Leben                                           |
| ------------ | --- | ------------------------------- | ----------------------------------------------------- |
|              | HIER WOHNTE GEORG COHN GEB. 1830 DEPORTIERT 1944 AUS WESTERBORK ERMORDET 6.9.1944 AUSCHWITZ                                                     | Veldweg 9                       | Georg Cohn (1930–1944)                                |
|              | HIER WOHNTE GIJSBRECHT F.C. VAN DEN ENDE GEB. 1910 WIDERSTANDSKÄMPFER DEPORTIERT 1944 AUS DEM LAGER AMERSFOORT ERMORDET 14.1.1945 KZ NEUENGAMME | van Deldensweg 9                | Gijsbrecht François Cornelis van den Ende (1910–1945) |
|              | HIER WOHNTE ABRAHAM VAN GELDER GEB. 1903 UNTERGETAUCHT 1942 UMGEBRACHT 22.4.1944 VON WIDERSTANDSKÄMPFERN WEGEN SCHWEREN KONFLIKTS               | Veldweg 17                      | Abraham van Gelder (1903–1944)                        |
|              | HIER WOHNTE ELISABETH VAN GELDER-BAKKER GEB. 1905 UNTERGETAUCHT 1942 UMGEBRACHT 22.4.1944 VON WIDERSTANDSKÄMPFERN WEGEN SCHWEREN KONFLIKTS      | Veldweg 17                      | Elisabeth van Gelder-Bakker (1905–1944)               |
|              | HIER WOHNTE BETJE VAN GELDEREN- GODSCHALK GEB. 1869 DEPORTIERT 1943 AUS WESTERBORK SOBIBOR ERMORDET 14.5.1943                                   | Achterstraat 24                 | Betje van Gelderen-Godschalk (1869–1943)              |
|              | HIER WOHNTE MOZES VAN GELDEREN GEB. 1864 DEPORTIERT 1943 AUS WESTERBORK SOBIBOR ERMORDET 14.5.1943                                              | Achterstraat 24                 | Mozes van Gelderen (1864–1943)                        |
|              | HIER WOHNTE SALOMON VAN GELDEREN GEB. 1862 DEPORTIERT 1943 AUS WESTERBORK SOBIBOR ERMORDET 14.5.1943                                            | Achterstraat 24                 | Salomon van Gelderen (1862–1943)                      |
|              | HIER WOHNTE SARA JULIA GERSON- LIPPERS GEB. 1911 DEPORTIERT 1944 AUS WESTERBORK AUSCHWITZ-BIRKENAU ERMORDET 8.9.1944                            | Burgemeester van Heemstralaan 1 | Sara Julia Gerson-Lippers (1911–1944)                 |
|              | HIER WOHNTE URSULA GERSON GEB. 1936 DEPORTIERT 1944 AUS WESTERBORK AUSCHWITZ-BIRKENAU ERMORDET 6.9.1944                                         | Burgemeester van Heemstralaan 1 | Ursula Gerson (1936–1944)                             |
|              | HIER WOHNTE JACON JAN HOOGERS GEB. 1924 ARBEITSDIENST VERWEIGERT DEPORTIERT 1944 AUS DEM LAGER AMERSFOORTU ERMORDET 6.12.1944 KZ NEUENGAMME     | Dorpsweg 7                      | Jacob Jan Hoogers (1924–1944)                         |
|              | HIER WOHNTE ABRAHAM KLATSER GEB. 1920 DEPORTIERT 1943 AUS WESTERBORK SS ARBEITSLAGER DOROHUCZA ERMORDET 30.11.1943                              | Achterstraat 37A                | Abraham Klatser (1920–1943)                           |
|              | HIER WOHNTE ANDRIES KLATSER GEB. 1921 DEPORTIERT 1942 AUS WESTERBORK AUSCHWITZ-BLECHHAMMER ERMORDET 21.1.1945                                   | Achterstraat 37A                | Andries Klatser (1921–1945)                           |
|              | HIER WOHNTE MICHEL KLATSER GEB. 1891 DEPORTIERT 1943 AUS WESTERBORK SOBIBOR ERMORDET 28.5.1943                                                  | Achterstraat 37A                | Michel Klatser (1891–1943)                            |
|              | HIER WOHNTE BETJE KLATSER- GODFRIED GEB. 1879 DEPORTIERT 1943 AUS WESTERBORK SOBIBOR ERMORDET 28.5.1943                                         | Achterstraat 37A                | Betje Klatser-Godfried (1879–1943)                    |
|              | HIER WOHNTE JOSEPH ROZEBAND GEB. 1899 DEPORTIERT 1943 AUS WESTERBORK SOBIBOR ERMORDET 9.7.1943                                                  | Parklaan 18                     | Joseph Rozeband (1899–1943)                           |
|              | HIER WOHNTE MIETJE ROZEBAND GEB. 1890 DEPORTIERT 1943 AUS WESTERBORK SOBIBOR ERMORDET 30.4.1943                                                 | Parklaan 18                     | Mietje Rozeband (1890–1943)                           |
|              | HIER WOHNTE RACHEL ROZEBAND- CORTISSOS GEB. 1855 DEPORTIERT 1943 AUS WESTERBORK SOBIBOR ERMORDET 14.5.1943                                      | Parklaan 18                     | Rachel Rozeband-Cortissos (1855–1943)                 |
|              | HIER WOHNTE REINTJE ROZEBAND GEB. 1897 DEPORTIERT 1943 AUS WESTERBORK SOBIBOR ERMORDET 11.6.1943                                                | Parklaan 18                     | Reintje Rozeband (1897–1943)                          |

## Verlegedatum
- 22. April 2011, verlegt vom Künstler persönlich